# Australia (Schiff, 1913)
HMAS Australia war ein Schlachtkreuzer der Indefatigable-Klasse der Royal Australian Navy während des Ersten Weltkriegs. Sie wurde 1910 bei der Werft John Brown Shipbuilding & Engineering Ltd. in Schottland in Auftrag gegeben. Nach ihrer Fertigstellung im Jahr 1913 war sie das Flaggschiff der neu gegründeten australischen Marine.

## Vorkriegszeit
Zusammen mit dem Kreuzer HMAS Sydney verließ die Australia am 21. Juli 1913 Portsmouth und lief nach einem Zwischenstopp in Kapstadt am Morgen des 4. Oktober 1913 in Begleitung der gesamten australischen Flotte, die damals aus weiteren fünf Schiffen bestand, in den Hafen von Sydney ein. Der Schlachtkreuzer spielte eine zentrale Rolle in dem Stummfilm Sea Dogs of Australia, der im August 1914 in die Kinos kam.

## Erster Weltkrieg

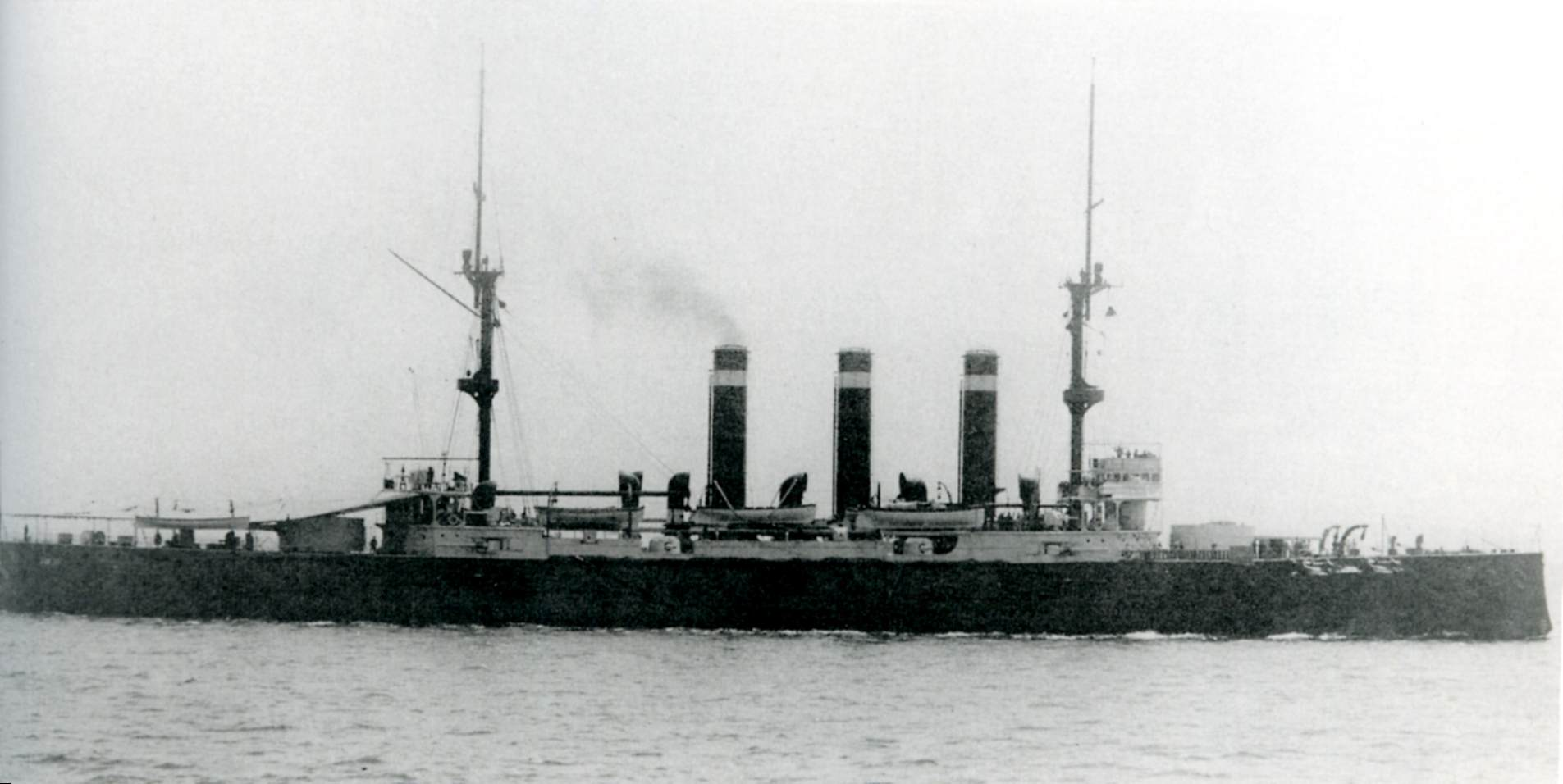
Der Panzerkreuzer Izumo

Nach Beginn des Ersten Weltkrieges 1914 operierte die Australia unter dem britischen Vizeadmiral Patey im Pazifik. Sie nahm dabei mit den anderen Einheiten der australischen Flotte an den Operationen zur Besetzung der deutschen Kolonien im Zentral- und Südpazifik teil. Dabei gelang es ihr, die lange Jahre als Reichspostdampfer betriebene Sumatra aufzubringen.
Am 22. November 1914 bildete Patey mit der Australia und dem Kreuzer Newcastle sowie dem japanischen Linienschiff Hizen (der ehemals russischen Retwisan), sowie den Panzerkreuzern Izumo und Asama in der mexikanischen Magdalena Bay, Baja California Sur, ein neues Geschwader, um dem deutschen Kreuzergeschwader den Weg nach Norden in kanadische Gewässer zu versperren und den Panamakanal zu schützen. Befehlshaber des japanischen Amerikaverbandes wurde Konteradmiral Moriyama Keizaburo.
Vom 4. bis 6. Dezember durchsuchte der Verband die Galápagos-Inseln. Danach sollte die Überprüfung des südamerikanischen Küstenbereichs von den Perleninseln vor Panama bis zum Golf von Guayaquil folgen. Das deutsche Geschwader war allerdings auf dem Weg in den Atlantik um das Kap Hoorn und wurde am 8. Dezember bei den Falklandinseln vernichtet. Dies erfuhr Patey's Geschwader am 10. Dezember im Golf von Panama. Am 11. trennten sich die britischen und die japanischen Schiffe vor der Küste Ecuadors. Patey steuerte mit seinem Verband als neue Station Westindien an. Er sollte weiterhin nach den verbliebenen deutschen Handelstörern (die Kreuzer Dresden und Karlsruhe, deren Untergang den Alliierten unbekannt war, sowie die Hilfskreuzer Kronprinz Wilhelm und Prinz Eitel Friedrich) suchen.
Da nach der Vernichtung des Ostasiengeschwaders bei den Falklandinseln die Mittelmächte nicht mehr über größere Kriegsschiffe im Pazifik oder Atlantik verfügten, welche die Anwesenheit eines Schlachtkreuzers erforderlich machten, verlegte die Australia Anfang 1915 nach Rosyth zur Grand Fleet. Dort wurde sie das Flaggschiff des 2. Schlachtkreuzergeschwaders, zu dem noch ihre beiden Schwesterschiffe New Zealand und Indefatigable gehörten. Auf dem Weg nach Europa versenkte die Australia am 6. Januar 1915 vor der argentinischen Küste den deutschen Frachter Eleonore Woermann, 4624 BRT. Dies war der letzte Feindkontakt des Schlachtkreuzers. Obwohl die Australia in der Folge an zahlreichen Operationen beteiligt war, traf sie nie mehr auf deutsche Schiffe.
Am 22. April 1916 kollidierte die Australia in dichtem Nebel mit der New Zealand und musste zur Behebung der Schäden in die Werft. Die Reparaturen waren erst am 9. Juni 1916 abgeschlossen, so dass die Australia nicht in der Skagerrakschlacht eingesetzt werden konnte. Am 12. Dezember 1917 führte eine weitere Kollision, diesmal mit dem Schlachtkreuzer Repulse, zu einem dreiwöchigen Werftaufenthalt. Anfang 1918 wurde unter der Besatzung des Schiffes Freiwillige für einen Spezialauftrag gesucht, mehrere Besatzungsmitglieder meldeten sich, von denen 11 schließlich im Februar 1918 am Überfall auf Zeebrügge und Ostende teilnahmen. In den letzten Monaten des Krieges wurde versucht von der Australia Bordflugzeuge zu starten. Das gelang im März 1918 mit einer Sopwith 1 ½ Strutter, die erfolgreich von einer Plattform startete, die auf einem Geschützturm errichtet worden war.
Nach dem Ende des Krieges war die Australia Teil der Flotte, die die deutsche Hochseeflotte zur Internierung nach Scapa Flow eskortierte. Während der Internierung wurde jedem deutschen Schiff ein alliiertes Schiff zur Bewachung zugeteilt, die Australia war bis zum April 1919 als Wachschiff für den Schlachtkreuzer Hindenburg im Einsatz.

## Nachkriegszeit
Am 23. April 1919 verließ die Australia Europa und lief am 28. Mai im australischen Fremantle ein. Dort kam es zu einem Zwischenfall, als das Schiff nach vier Tagen den Hafen wieder verlassen sollte. Mehr als 80 Besatzungsmitglieder versammelten sich auf dem Achterschiff und baten den Kommandanten Captain C. Cumberlege, erfolglos den Aufenthalt zu verlängern, damit sie mehr Zeit mit ihren Familien und Freunden vor Ort verbringen konnten. Als das Schiff auslaufen sollte, waren die Heizer nicht auf ihren Posten. Die Australia verließ Fremantle deshalb erst mit einstündiger Verspätung. 32 Matrosen wurden deshalb zu 90-tägigen Arrest verurteilt, fünf weitere von einem Kriegsgericht wegen Meuterei zu Haftstrafen zwischen einem und zwei Jahren. Aufgrund scharfer öffentlicher Kritik wurden alle die verurteilten Matrosen jedoch noch im Dezember 1919 wieder freigelassen.
Für die nächsten zwei Jahre übernahm die Australia wieder die Aufgaben des Flaggschiffs der australischen Flotte. Der Unterhalt des trotz seines Alters von nicht einmal neun Jahren bereits veralteten Schlachtkreuzers verschlang jedoch einen Großteil des Marinebudgets. Daher wurde das Schiff zuerst zum Ausbildungsschiff erklärt und mit einer Rumpfbesatzung im Flinders Naval Depot stationiert.

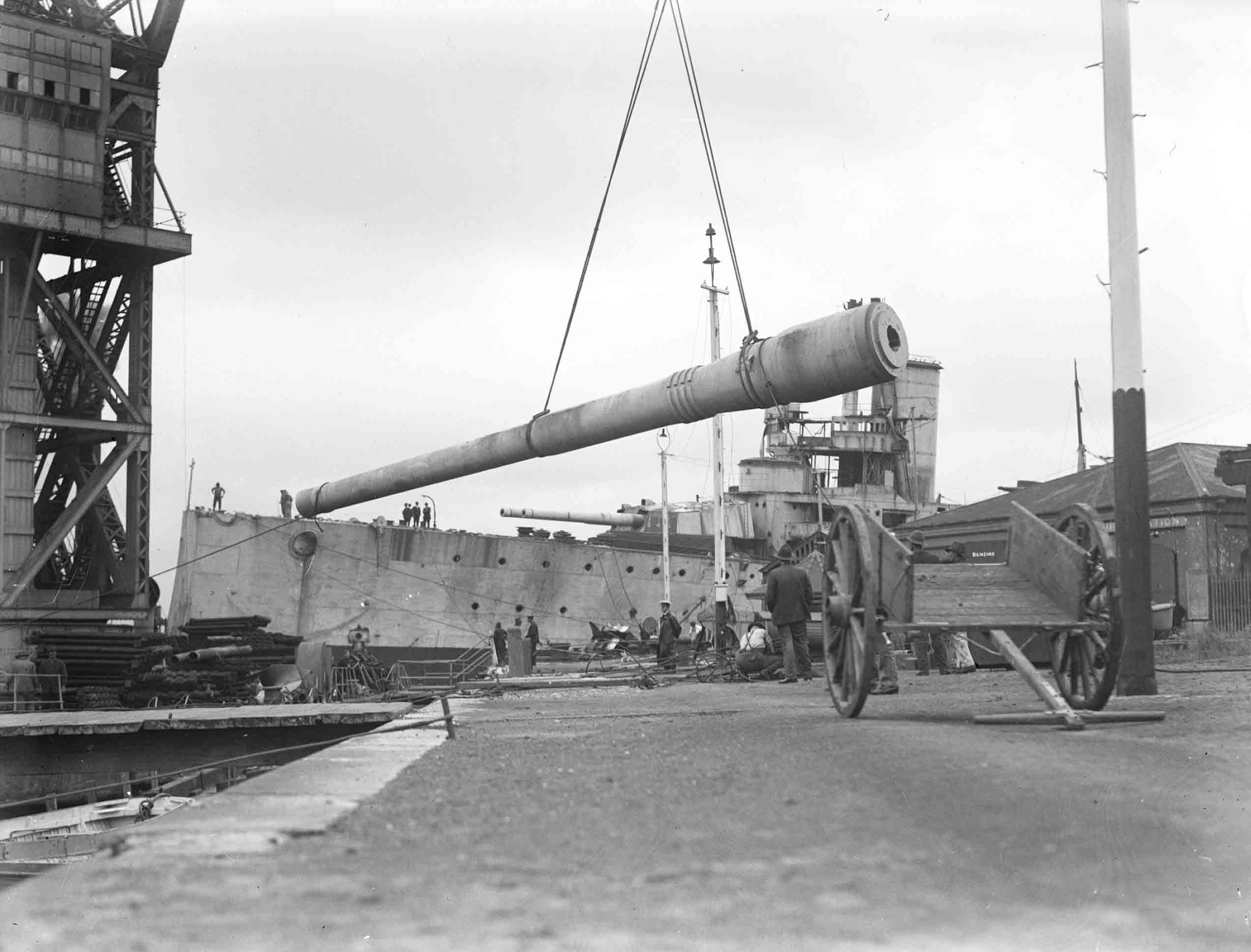
Bevor die Australia versenkt wurde, wurden die Geschützrohre im Hafen von Sydney ausgebaut

Am 12. Dezember 1921 wurde sie jedoch endgültig außer Dienst gestellt und schließlich am 12. April 1924 24 Seemeilen vor Sydney durch Sprengladungen versenkt. Offiziell wurde dies mit dem Washingtoner Marineabkommen begründet, welches der Royal Navy (im Sinne des Vertrages zählten die Schiffe der Royal Australian Navy dazu) nur 15 Großkampfschiffe erlaubte, weshalb die älteren Schiffe wie die Australia verschrottet werden mussten.